# Église Saint-Ferréol de Saint-Ferréol
L'église Saint-Ferréol est une église catholique située dans le département de la Haute-Savoie, sur la commune de Saint-Ferréol. De style néo-classique sarde, elle est dédiée au saint Ferréol de Vienne. 

## Situation
L'édifice est situé sur la commune de Saint-Ferréol. Elle appartient à la paroisse de Saint-Joseph en pays de Faverges, dans le diocèse d'Annecy.

## Histoire
La première mention de la paroisse remonte à 1311. Elle est unie au prieuré de Viuz-Faverges, d'où provient le chanoine chargé des offices.
Elle est placée sous le patronage Ferréol de Vienne, originaire du Dauphiné, ou plus probablement Ferréol de Besançon, martyr vers 212.
Une nouvelle église est reconstruite à l'emplacement de l'ancienne en 1842.
L'édifice est inscrit au titre des monuments historiques en 2015.

## Description

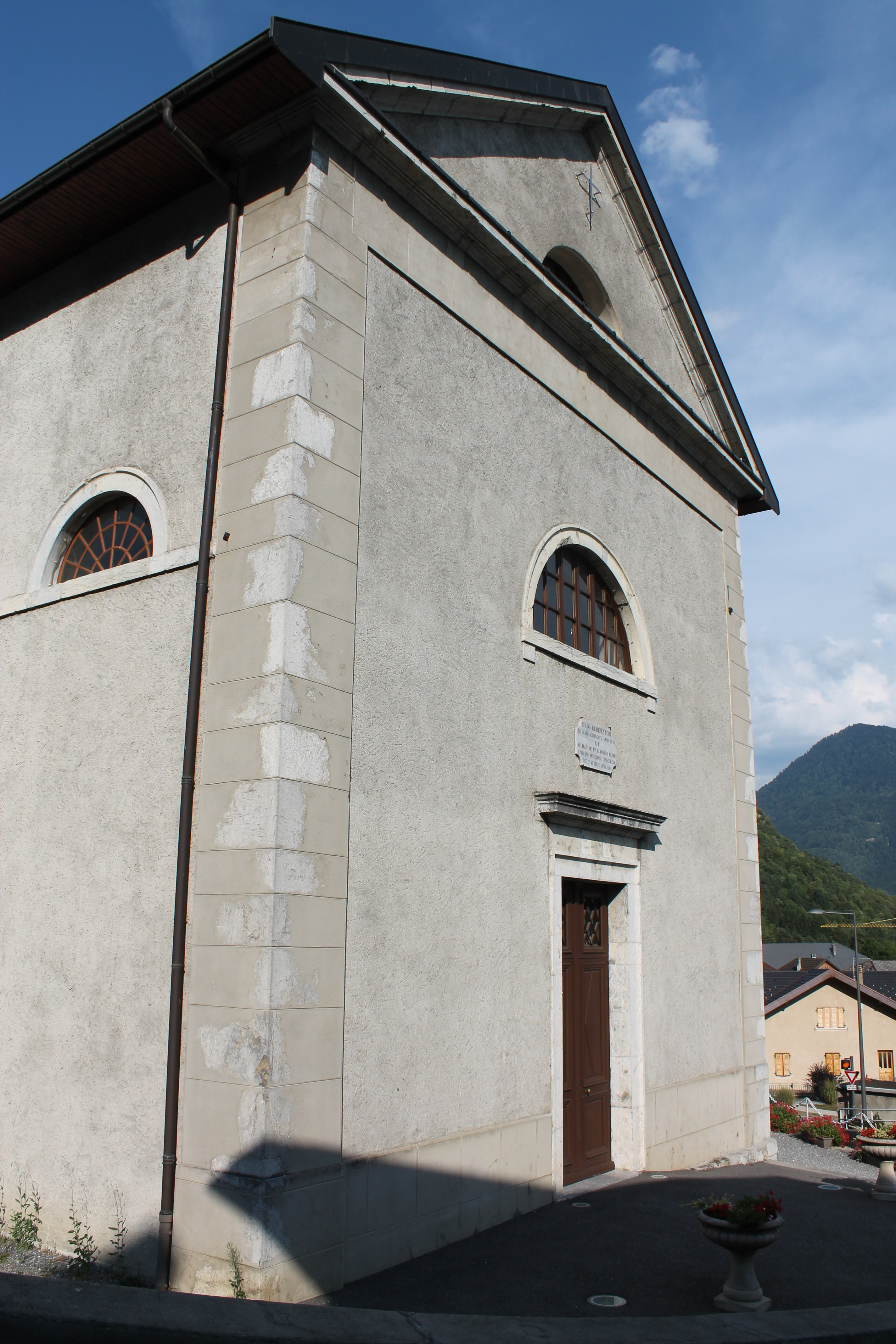
Façade de l'église.

L'église a été construite en 1842, sur les plans de l'architecte Camille Ruphy. L'édifice est de style néoclassique dit « sarde ».
Elle abrite des peintures murales représentant six des sept sacrements de l'Église (baptême, confirmation, mariage, ordination, confession, sacrement des morts ou extrême onction), ainsi qu'un tableau XVIe siècle représentant saint Sébastien et saint Roch entourant le Christ crucifié. Les personnes représentées sur les peintures murales sont les habitants du village. Au sein de l'église, des peintures en trompe-l'œil du chœur semi-circulaire et de la voûte en cul-de-four. L'église possède aussi deux retables néo-classiques et un chemin de croix peint.

## Peintures

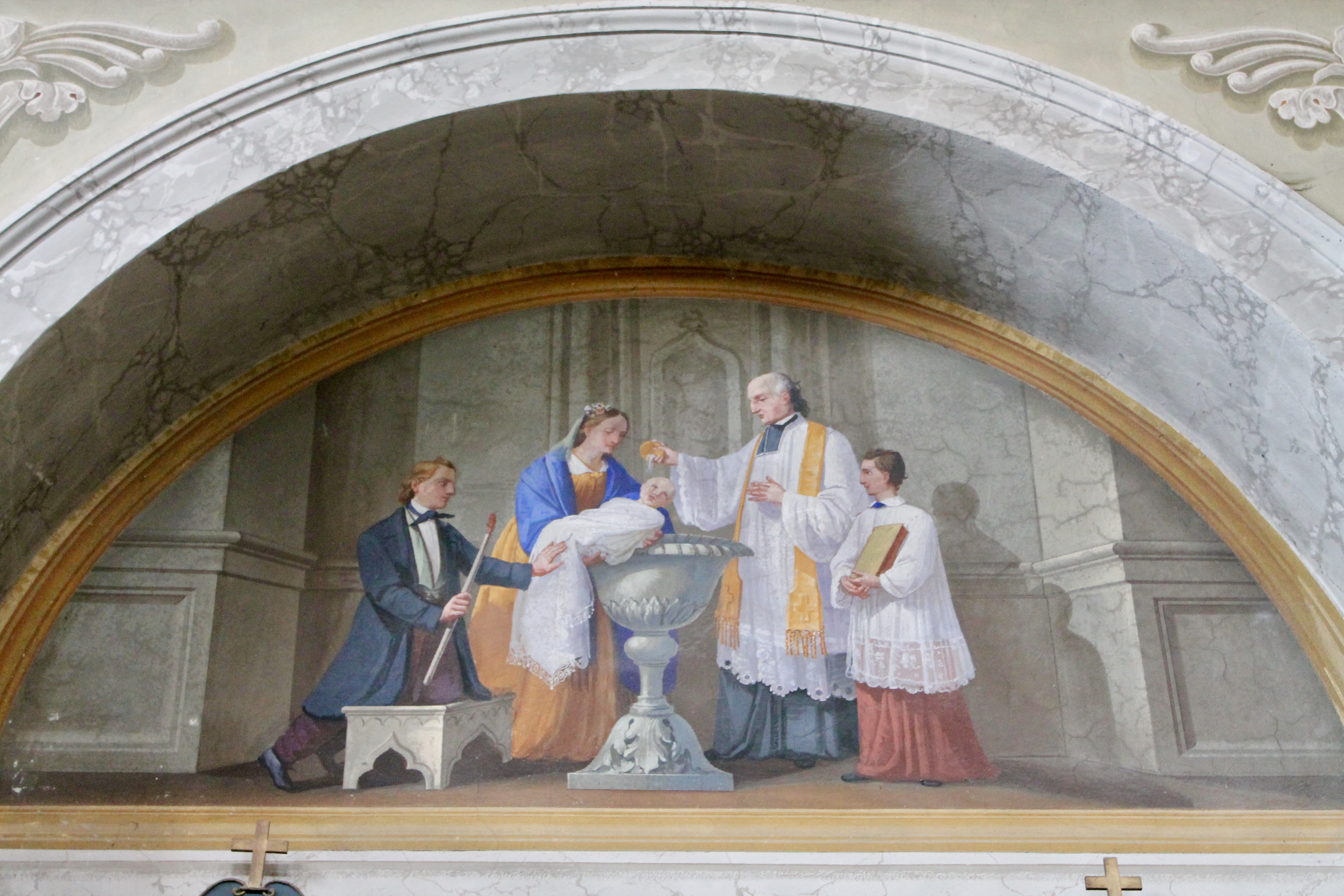
Baptême.
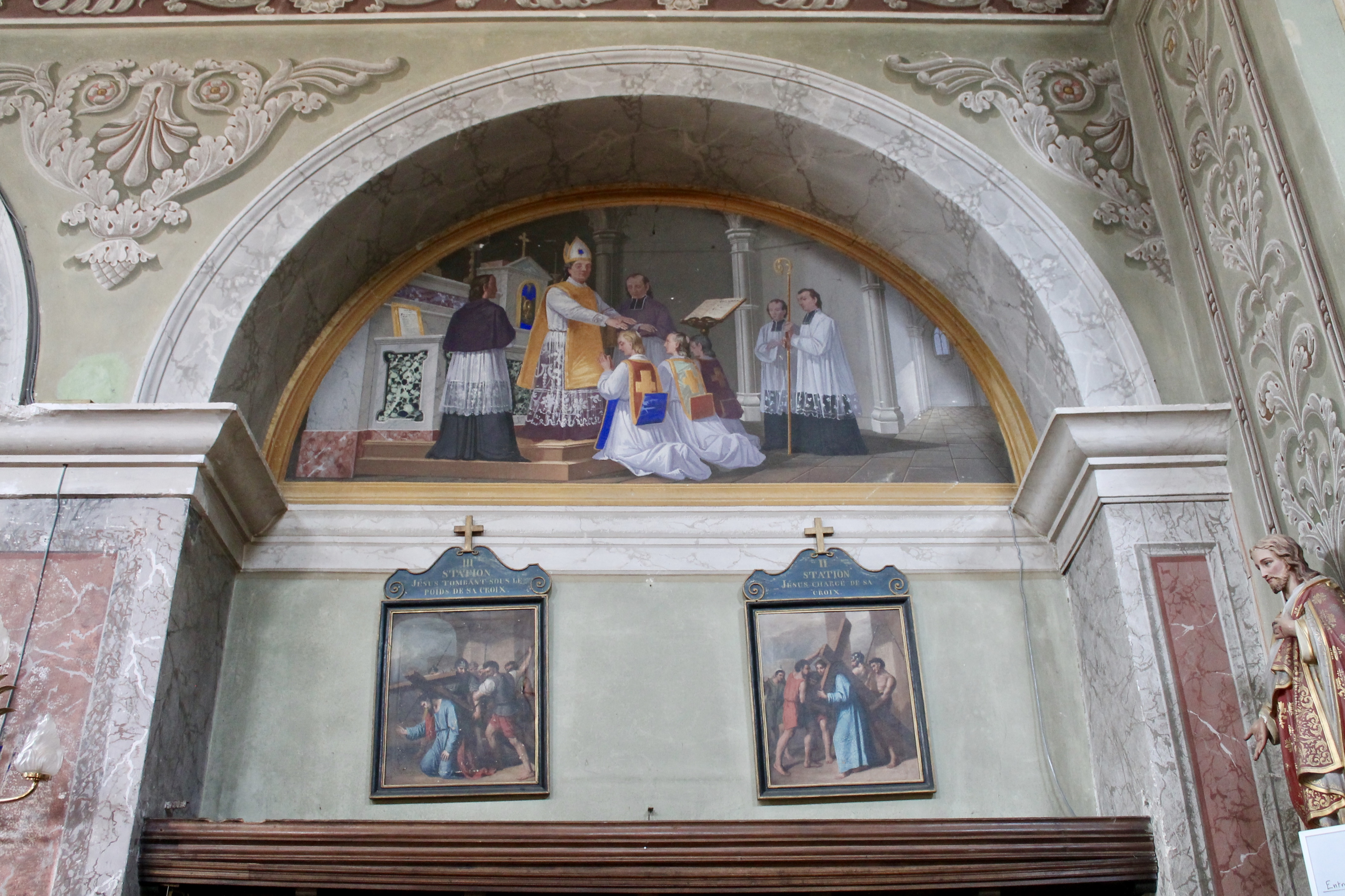
Ordination.
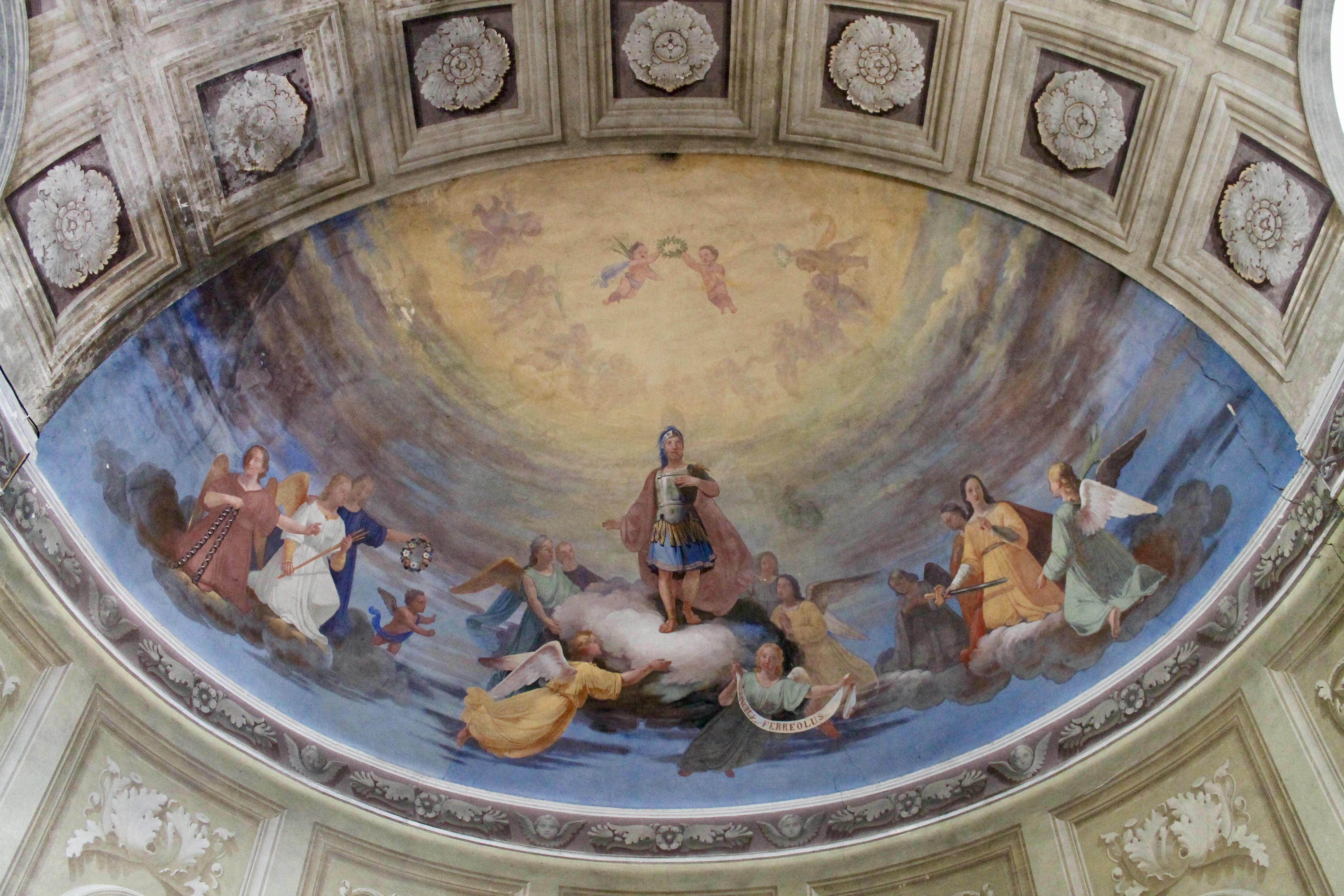
Voute de l'autel
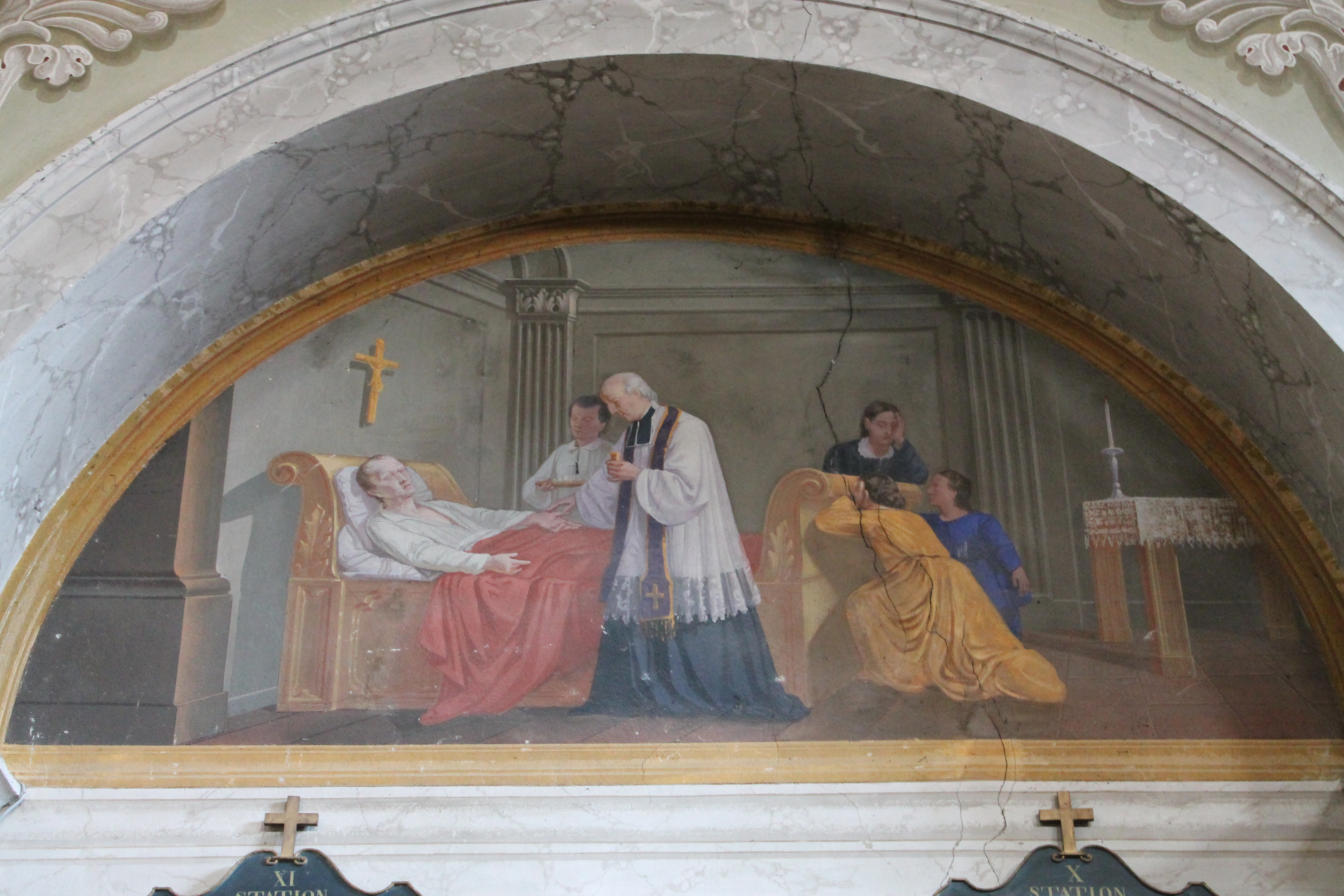
Sacrement des morts ou extrême onction.
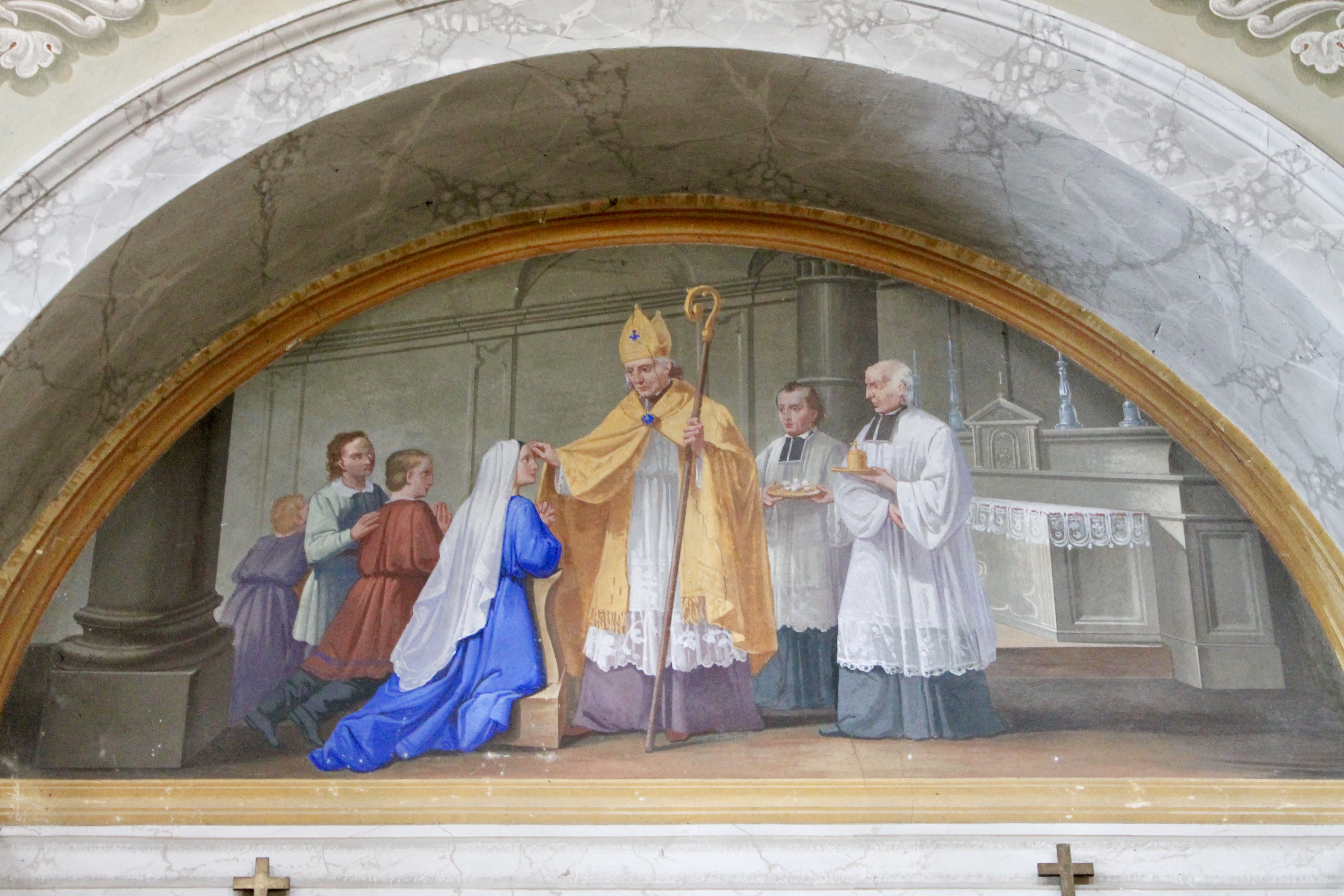
Peinture murale.
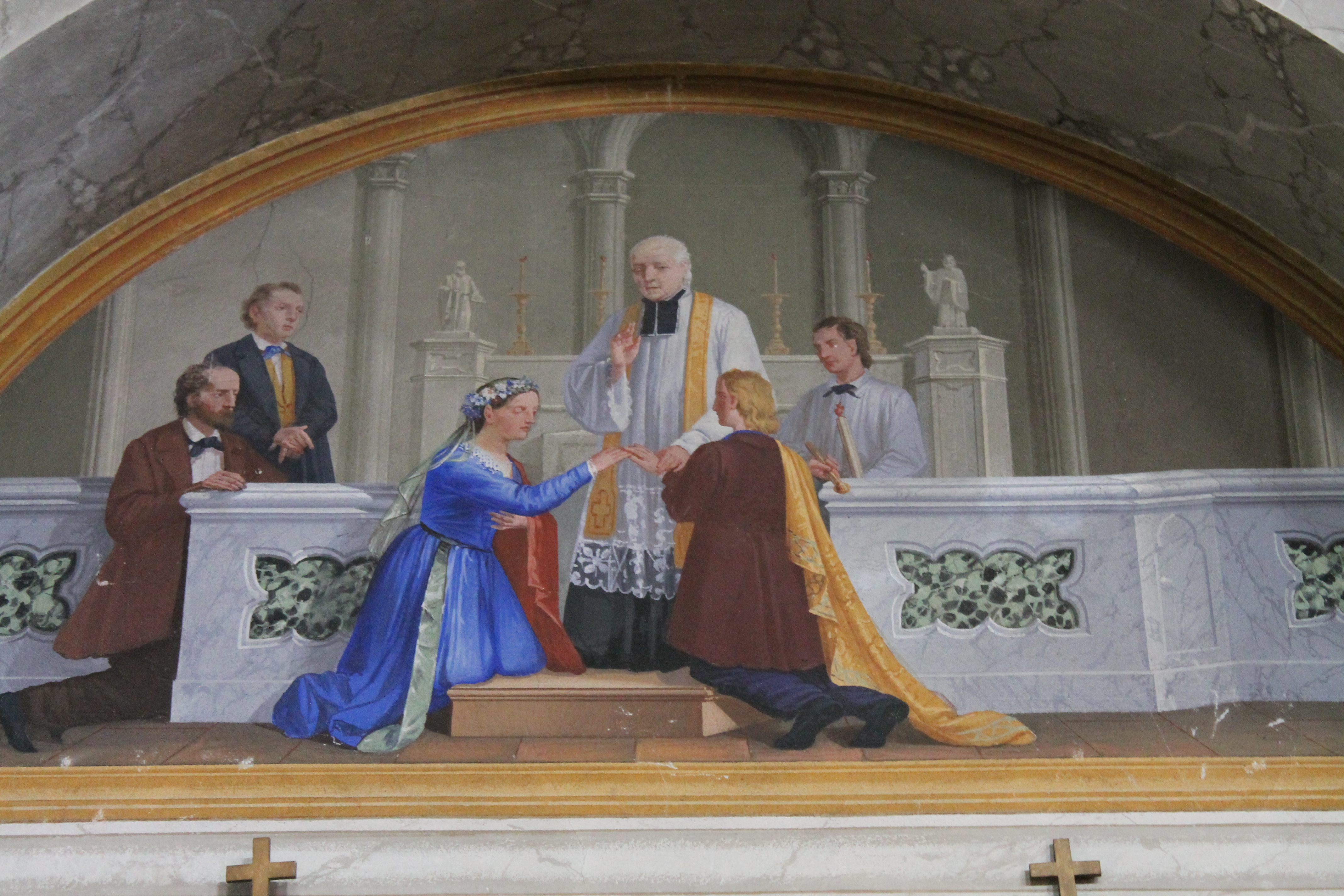
Mariage
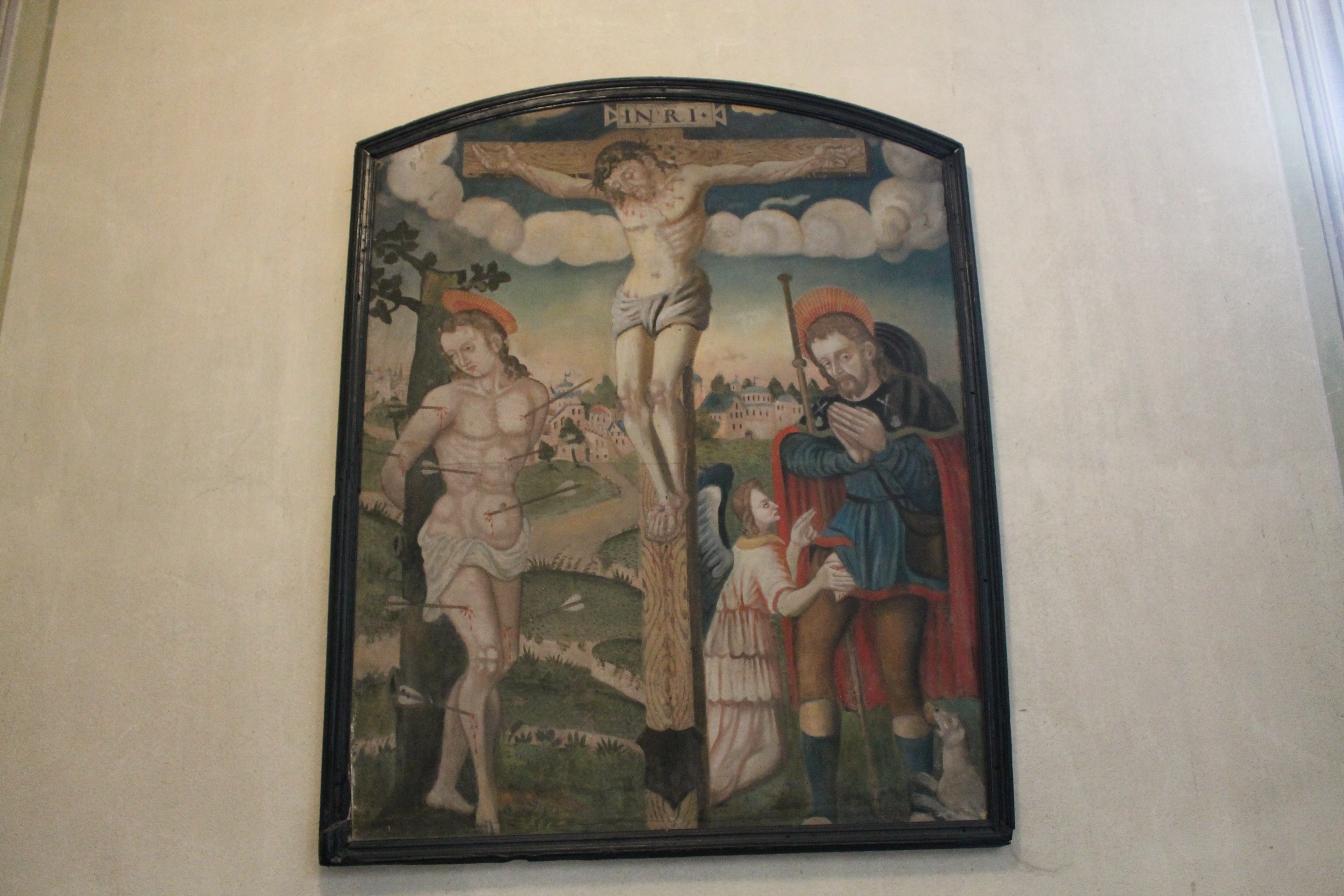
Tableau XVIe siècle représentant saint Sébastien et saint Roch entourant le Christ crucifié.

Le toit a été entièrement refait en ardoises en 1995.